# Affaire de Xanten
L'Affaire de Xanten de 1891-1892 est une accusation de crime rituel contre les Juifs qui s'est déroulée à Xanten, petite ville du royaume de Prusse (dans la province de Rhénanie), située sur le Rhin. Pour de nombreux commentateurs de l'époque, elle est connue sous le nom de "Procès Buschoff" et est considérée comme l'accusation ayant eu la plus importante exploitation politique dans l'Empire allemand. 
Comme pour les accusations de crime rituel de Skurz en 1884-1885 et ultérieurement de Konitz en 1900-1904, les hommes politiques antisémites se sont servis de cette accusation de meurtre pour réaccréditer la légende du meurtre rituel qui s'était un peu estompée depuis la fin du Moyen Âge, et pour dénoncer le pouvoir excessif à leurs yeux des Juifs.
Cette agitation et démagogie nationaliste et antisémite étaient combattues par des hommes politiques libéraux qui par leurs écrits essayaient de démontrer que ce type d'accusation était infondé et reposait sur des superstitions tombées depuis longtemps en désuétude. 

## Historique
Le soir du 29 juin 1891, le cadavre de Johann Hegmann, un garçonnet de 5 ans est découvert à Xanten dans la grange du restaurateur Küppers. Sa gorge a été tailladée avec un couteau. 
L'autopsie du cadavre effectuée par le médecin chef administratif, le Dr. Bauer et par son adjoint, le Dr. Nünnighoff, montre que très peu de sang se trouve dans les organes internes du jeune garçon. Au début, la question de savoir si le lieu où le corps a été découvert est aussi l'endroit où le meurtre s'est déroulé, n'a pas pu être éclaircie. Le médecin Dr. Steiner qui avait d'abord analysé le cadavre dans la grange, suppose que le garçon ne pouvait pas avoir été tué sur place. La quantité de sang qu'il avait observé sur le lieu de découverte du cadavre, ne correspond selon son opinion, qu'à une hémorragie post-mortem. 
La majorité de la population de Xanten, ainsi que la police ont dès lors la certitude que le crime s'est déroulé en dehors de la grange. En outre, compte tenu de la plaie au cou, les habitants ont la conviction que seul un boucher entraîné ou un sho'het (abatteur rituel juif), pouvait avoir commis ce meurtre. Le rapport de l'autopsie mentionne en effet que l'entaille à la gorge du garçon a été faite de manière professionnelle.
Immédiatement, en raison de l'endroit où le cadavre a été découvert, et de la façon dont le crime a été commis, de nombreux citoyens de Xanten pensent qu'ils ont affaire à un crime rituel juif et se mettent aussitôt à soupçonner l'ancien sho'het de Xanten, le Juif Adolf Buschhoff. De nombreux témoins se présentent alors spontanément à la police pour accuser sévèrement Buschhoff. Hermann Mölders déclare même dans son témoignage, comment il a vu la victime être entraînée le jour du meurtre dans la maison de Buschhoff. D'autres témoins déclarent avoir vu la femme de Buschhoff porter un gros sac dans la grange, qui devait contenir le cadavre de Johann Hegmann. 
La population demande au ministère public d'arrêter Buschhoff. Le parquet refuse, argumentant qu'il n'existe aucun soupçon l'obligeant à agir dans l'urgence. Tandis que la police poursuit son instruction, débordée par l'accumulation des témoignages à charge, des agressions sont commises à Xanten contre la famille du sho'het et contre la population juive de la ville. Les troubles culminent le 24 juillet 1891 par le pillage et la démolition de la maison de Buschhoff. Par peur et aussi pour arrêter ces excès, Buschhoff demande lui-même à être arrêté. Le parquet refuse de nouveau.
La communauté juive en appelle à l'État prussien afin qu'il envoie un commissaire expérimenté pour éclaircir l'affaire. Le commissaire aux affaires criminelles Wolff est alors envoyé de Berlin, mais la communauté juive est obligée de prendre tous ses frais à sa charge. Ses investigations le conduisent à arrêter Adolf Buschhoff en raison de tous les témoignages. Ainsi ce dernier est arrêté le 14 octobre 1891.
Deux mois plus tard, le juge d'instruction Brixius du tribunal de grande instance, libère Adolf Buschhoff, le 23 décembre 1891 pour manque de preuves. Après examen de tous les témoignages, il en est venu à la conclusion qu'une accusation ne peut pas être retenue. Afin d'éviter de nouveaux troubles, Buschhoff décide, après sa libération de ne pas rentrer à Xanten, mais de rester chez des parents à Cologne.
Au début de l'année suivante, le médecin chef, le Dr. Bauer effectue une nouvelle expertise et certifie qu'un des couteaux saisis chez Adolf Buschhoff est bien l'arme du crime. En plus, quand début février 1892, la nouvelle se propage que le défenseur de Buschhoff est aussi le gendre du juge Brixius, qui a remis Buschhoff en liberté, la question se repose de nouveau de savoir si Adolf Buschhoff est coupable. Le conseil du tribunal de grande instance décide alors de remplacer Brixius par son adjoint Birk qui ordonne de procéder à une nouvelle arrestation de la famille Buschhoff.

Du 4 juillet au 14 juillet 1892, le tribunal de grande instance de Clèves débat de l'accusation de meurtre. Puis est discutée la question particulière du meurtre rituel. Plus de 160 témoins sont entendus. Le procès se termine par l'acquittement d'Adolf Buschhoff, celui-ci ayant pu prouver un alibi solide pour le jour de meurtre. Le premier procureur s'exprima ainsi: 
« Jamais, il ne m'est arrivé, tout au long de ma carrière de plusieurs années de juriste, un cas où les preuves montrant que l'accusé ne pouvait pas avoir commis le crime étaient si claires et si cohérentes. »
Pourtant, l'existence d'Adolf Buschoff à Xanten était devenue insoutenable. Il déménage avec sa famille près de Neuss, où il meurt en 1912.

## Débats à la chambre des députés prussienne
Quand à la suite de nombreuses pressions politiques et des articles virulents de la presse de droite, le ministre de la justice prussien Hermann von Schelling demande le  8 février 1892 que Buschhoff soit de nouveau arrêté, bien qu'aucun soupçon sérieux ne pèse sur lui, il pense surtout à désamorcer les attaques d'avoir favorisé le suspect et qui ne manqueront pas de se produire lors des débats du lendemain.  
Du 9 février 1892 au 19 mars 1892 la chambre des députés prussienne discute, de façon contradictoire, de l'accusation de meurtre rituel de Xanten.
Dans un climat "surchauffé", les antisémites utilisent le débat sur le budget judiciaire et sur l'ouverture de la carrière judiciaire aux Juifs pour évoquer le cas du meurtre de Xanten. Lors des débats, deux camps s'affrontent : d'une part les libéraux de gauche d'Heinrich Rickert, ainsi que le gouvernement, représenté par le ministre de la justice Hermann von Schelling, et les nationaux-libéraux avec leur porte-parole Paul von Krauset. De l'autre, principalement les partis conservateurs groupés autour d'Adolf Stoecker et du baron von Wackerbarth, ainsi que certains députés du parti du centre.
Seule une petite fraction des libéraux de gauche condamne énergiquement la propagande de meurtre rituel des antisémites et renvoie  ces accusations à la folie de la superstition. Les nationaux-libéraux et le gouvernement ne font que souligner le travail correct et efficace des services publics et des autorités judiciaires prussiennes dans la recherche de la vérité.  
À l'opposé, les conservateurs non seulement propagent la légende du meurtre rituel, mais utilisent le débat pour discréditer la justice prussienne. Dans leurs discours, ils reprochent aux services publics d'être influencés par les intérêts juifs.
Au cours de l'enquête sur le "meurtre Hegmann", nom sous lequel se déroule l'enquête, le principe central du droit de l'époque, que l'accusé ne peut être envoyé devant la cour qu'en cas de preuves suffisantes, est bafoué par le ministère de la justice sous la pression des événements. L'action des partis "antisémites", relayée par la presse à gros tirages, a contribué de façon décisive à cet abus de droit.

## Le traitement par la presse et les médias de l'accusation de meurtre rituel de Xanten
L'accusation de "meurtre rituel" de Xanten, est l'un des principaux sujets de conversation dans l'empire allemand au cours des années 1891/92. Le journal du parti conservateur "Das Volk" dont l'éditeur est Adolf Stoecker, informe en détail du développement de l'affaire. Avec le journal chrétien-conservateur "Kreuzzeitung", le journal antisémite "Neue Deutsche Zeitung" et le journal chrétien-centriste "Germania", ils accusent  Adolph Buschhoff de crime rituel, et dénoncent la négligence à leurs yeux des autorités judiciaires et la puissance des Juifs.  À la différence des journaux libéraux ou socialistes qui informent avec réserve, ces journaux antisémites attisent parmi une large couche de la population, la peur de la puissance excessive des Juifs. 
L'agitation antisémite ne se limite pas seulement aux reportages démagogiques dans les journaux. En plus, apparaissent des libelles en gros caractères répandant la propagande de la droite. L'un des pamphlets les plus virulents est celui publié par Theodor Oberwinter "les enquêtes sur le meurtre du garçon de Xanten, par un spécialiste".  Ce document apparaît en janvier 1892, alors que se déroule l'enquête normale sur le meurtre. Il accuse le suspect Adolph Buschhoff du meurtre rituel de Johann Hegman. Devant l'inefficacité des enquêteurs, il demande que Buschhoff soit livré dès maintenant à une "justice de peuple", donc à une cour d'assises. Le procureur Baumgard et le juge d'instruction Brixius portent plainte pour calomnie contre l'éditeur Theodor Oberwinter, mais devront rembourser celui-ci quand Buschhoff sera renvoyé devant la cour d'assises en juillet 1892. Cette décision de renvoi est ce qu'attendait la presse antisémite, et prouve que l'accusation de "meurtre rituel" est aussi utilisée dans un but d'agitation politique.  
Comparativement, les réfutations et les éclaircissements présentés par les journaux de gauche n'atteignent qu'une faible audience publique. La propagande antisémite est à l'opposé relayée par une presse à grand tirage et impose la "légende du meurtre rituel", en se basant même sur des éléments contraires à la réalité et sur des arguments pseudo-scientifiques.

## Sources et littérature
- (de) Cet article est partiellement ou en totalité issu de l’article de Wikipédia en allemand intitulé « Xantener Ritualmordvorwurf » (voir la liste des auteurs).

- (de): Sur Wikisource-de: Paul Nathan: Xanten-Cleve. Betrachtungen zum Prozeß Buschhof. Berlin 1892 Compte-rendu du procès Buschhof.
- (de):  Johannes T. Groß: Ritualmordbeschuldigungen gegen Juden im Deutschen Kaiserreich (1871–1914). Metropol, Berlin 2002.  (ISBN 978-3-932482-84-7)
- (de):  Julius H. Schoeps: Ritualmordbeschuldigung und Blutaberglaube. Die Affäre Buschoff im niederrheinischen Xanten. Erschienen in: Jutta Bohnke-Kollwitz (Hrsg.): Köln und das rheinische Judentum. Festschrift Germania Judaica 1959–1984, S. 286-299. Bachem, Köln 1984.  (ISBN 978-3-7616-0719-0)